# Freddie Miller
Freddie Miller (* 3. April 1911 als Frederick M. Mueller in Cincinnati, Ohio, USA; † 8. Mai 1962) war ein US-amerikanischer Boxer im Federgewicht.

## Profi
Am 1. April 1927 gab Freddie Miller mit einem klassischen K.-o.-Sieg in Runde 3 gegen Bill Barnes erfolgreich sein Profidebüt. Am 13. Januar im Jahre 1933 wurde er Weltmeister des Verbandes NBA (die NBA wurde im Jahre 1962 in WBA umbenannt), als er Tommy Paul über 10 Runden durch geteilte Punktentscheidung bezwang. Zudem wurde er als universeller Weltmeister angesehen. Er konnte den Titel mehrere Male verteidigen und verlor ihn im Mai des Jahres 1936 gegen Petey Sarron.
Im Jahre 1997 wurde Miller in die International Boxing Hall of Fame aufgenommen.